# Clive Brunt
Clive Charles Arthur Brunt (nacido el 27 de enero de 1972 en Oldbury, West Midlands ) es un actor inglés.

## Primeros años
Brunt es el mayor de 2 hijos. Desde temprana edad demostró aptitudes para la actuación. De joven estuvo afiliado al teatro Oldbury Rep y a la edad de 16 años consiguió un lugar en el National Youth Theatre, donde sus contemporáneos fueron Daniel Craig, David Walliams y Matt Lucas. Se convirtió en actor profesional en 1993.

## Carrera
Sus actuaciones notables se encuentran en Dunkirk, ganadora del BAFTA, como Alf Tombs (2004), Woyzeck de Daniel Kramer en el teatro The Gate como el Sargento (2005) y luego retomando el papel en St Ann's Warehouse (Nueva York, 2006) con Edward Hogg, David Harewood y Roger Evans.
Ha trabajado en la televisión británica, incluso apareciendo en telenovelas populares (The Bill, Doctors y Coronation Street).
Brunt protagoniza el largometraje Snow in Paradise, que se estrenó en el Festival de Cine de Cannes en la categoría Una cierta mirada en 2014.
La leyenda de Tarzán, protagonizada por Alexander Skarsgård y Samuel L. Jackson, se estrenó en 2016. Los misteriosos asesinatos de Limehouse, en la que también apareció, se estrenó ese mismo año.
Londongrad (2008), un cortometraje dramático ruso que aborda el ascenso del oligarca y basado en el libro del mismo nombre, se estrenó tanto en Rusia como en el Reino Unido.
Dumbo, dirigida por Tim Burton, Trust para FX Network en EE. UU. y Summer of Rockets dirigida por Stephen Poliakoff para la BBC, se estrenaron en 2019.

## Vida personal
Brunt vive en West Midlands con su esposa Louise y sus 2 hijos. Está representado por Winterson.